# Pseudaulacaspis takahashii
Pseudaulacaspis takahashii är en insektsart som först beskrevs av Ferris 1955.  Pseudaulacaspis takahashii ingår i släktet Pseudaulacaspis och familjen pansarsköldlöss. Inga underarter finns listade i Catalogue of Life.